# Whitehaven
Pour les articles homonymes, voir Whitehaven (homonymie).
Whitehaven est une ville portuaire de Cumbria, au nord-ouest de l'Angleterre.

## Géographie
Situé sur la mer d'Irlande, la population en 2001 était de 25 032 habitants.

## Histoire
Whitehaven n'était encore qu'un hameau en 1578 et se développa grâce à l'industrie du charbon. Ce port fut surpris en 1778 par le corsaire américain John Paul Jones.

## Sport
Whitehaven possède une équipe de rugby à XIII en Championship (deuxième division).

## Personnalités liées à la ville
- Anthony Bacon (1718-1786), un des premiers entrepreneurs de la fonte britannique et un sidérurgiste, y est née ;
- Scott Carson (1985-), footballeur, y est né ;
- William Chapman (1749-1832), ingénieur britannique spécialisé dans les canaux, y est né ;
- Mildred Gale (1671-1701), grand-mère paternelle de George Washington, y est morte ;
- Dean Henderson (1997-),  footballeur anglais qui évolue au poste de gardien de but, y est né ;
- Jane Kennedy (1958-), femme politique britannique indépendante (ancienne travailliste) et la première commissaire à la police et au crime du Merseyside, y est née ;
- Jack Lawson (1881-1965), 1er baron Lawson, mineur, syndicaliste et homme politique, y est né ;
- William Nicholson (1816-1865), homme politique australien qui fut le troisième premier ministre du Victoria, y est né ;
- John Scoular (1885-1953), joueur de rugby écossais, y est né ;
- Jackie Sewell (1927-2016), footballeur qui évolue au poste d'attaquant, international anglais puis international zambien, y est né ;
- Rod Melvin (1951- ), pianiste, compositeur et chanteur, y est né ;
- Cory Spedding (1991-), chanteuse, y est née ;
- William Thomson (archevêque) (1819-1890), ecclésiastique, y est né.

## Jumelage
- Kozlodouy (obchtina) (Bulgarie)